# Hwasan-myeon, Wanju-gun
Hwasan-myeon (koreanska: 화산면) är en socken i Sydkorea. Den ligger i kommunen Wanju-gun i provinsen Norra Jeolla, i den centrala delen av landet, 170 km söder om huvudstaden Seoul.